# Basketball-Weltmeisterschaft 1970
Die 6. Basketball-Weltmeisterschaft der Herren fand vom 10. bis 24. Mai 1970 in Jugoslawien mit 13 Teilnehmerstaaten statt.

## Austragungsorte
| Gruppe             | Gruppe A           | Gruppe B                 | Gruppe C           | Klassifikationsrunde | Finalspiele |
| ------------------ | ------------------ | ------------------------ | ------------------ | -------------------- | ----------- |
| Spielort           | Sarajevo           | Karlovac                 | Split              | Skopje               | Ljubljana   |
| Spielstätte        | Dvorana Skenderija | Sportska Dvorana Mladost | Mala dvorana Gripe | Sala Gradski Park    | Hala Tivoli |
| Zuschauerkapazität | 5.500              | 4.000                    | 3.500              | 2.500                | 5.600       |
| Fotos              |                    |                          |                    |                      |             |

## Vorrunde
In der Vorrunde spielten jeweils vier Mannschaften in drei Gruppen gegeneinander. Der Sieger eines Spiels erhielt zwei Punkte, der Verlierer einen Punkt. Stand ein Spiel am Ende der regulären Spielzeit unentschieden, so gab es Verlängerung.
Die Auslosung ergab folgende Gruppen:
| Gruppe A                                                    | Gruppe B                                  | Gruppe C                                   |
| ----------------------------------------------------------- | ----------------------------------------- | ------------------------------------------ |
| - Australien - Kuba - Tschechoslowakei - Vereinigte Staaten | - Brasilien - Kanada - Italien - Südkorea | - Panama - Ägypten - Sowjetunion - Uruguay |

### Gruppe A – Sarajevo
| Spiel | Datum        | Team 1             | Team 2           | 1. H. | 2. H. | Verl. | Ergebnis |
| ----- | ------------ | ------------------ | ---------------- | ----- | ----- | ----- | -------- |
| A1    | 10. Mai 1970 | Australien         | Tschechoslowakei | 37:50 | 33:44 | –     | 70:94    |
| A2    | 10. Mai 1970 | Vereinigte Staaten | Kuba             | 40:27 | 34:26 | –     | 74:53    |
| A3    | 12. Mai 1970 | Kuba               | Tschechoslowakei | 39:35 | 41:47 | –     | 80:82    |
| A4    | 12. Mai 1970 | Vereinigte Staaten | Australien       | 44:30 | 55:32 | –     | 99:62    |
| A5    | 13. Mai 1970 | Kuba               | Australien       | 34:24 | 38:29 | –     | 72:53    |
| A6    | 13. Mai 1970 | Vereinigte Staaten | Tschechoslowakei | 50:35 | 49:51 | –     | 99:86    |

### Gruppe B – Split
| Spiel | Datum        | Team 1    | Team 2   | 1. H. | 2. H. | Verl.     | Ergebnis |
| ----- | ------------ | --------- | -------- | ----- | ----- | --------- | -------- |
| B1    | 10. Mai 1970 | Brasilien | Südkorea | 44:39 | 38:38 | –         | 82:77    |
| B2    | 11. Mai 1970 | Kanada    | Südkorea | 50:49 | 38:48 | –         | 88:97    |
| B3    | 11. Mai 1970 | Brasilien | Italien  | 34:44 | 42:32 | 10:10 8:7 | 94:93    |
| B4    | 12. Mai 1970 | Kanada    | Italien  | 35:45 | 34:39 | –         | 69:84    |
| B5    | 13. Mai 1970 | Brasilien | Kanada   | 58:28 | 54:31 | –         | 112:59   |
| B6    | 13. Mai 1970 | Südkorea  | Italien  | 31:36 | 35:41 | –         | 66:77    |

### Gruppe C – Karlovac
| Spiel | Datum        | Team 1      | Team 2      | 1. H. | 2. H. | Verl. | Ergebnis |
| ----- | ------------ | ----------- | ----------- | ----- | ----- | ----- | -------- |
| C1    | 10. Mai 1970 | Uruguay     | Ägypten     | 40:41 | 50:32 | –     | 90:73    |
| C2    | 11. Mai 1970 | Ägypten     | Panama      | 31:43 | 46:64 | –     | 77:107   |
| C3    | 11. Mai 1970 | Sowjetunion | Uruguay     | 32:30 | 39:23 | –     | 71:53    |
| C4    | 12. Mai 1970 | Panama      | Sowjetunion | 23:42 | 29:68 | –     | 52:110   |
| C5    | 13. Mai 1970 | Uruguay     | Panama      | 44:35 | 35:42 | –     | 79:77    |
| C6    | 13. Mai 1970 | Sowjetunion | Ägypten     | 56:19 | 65:37 | –     | 121:56   |

## Klassifikationsrunde – Skopje
Nach der Vorrunde spielten die dritt- und viertplatzierten jeder Gruppe in der Klassifikationsrunde um die Plätze 8 bis 13.
Bei Punktgleichheit in der Abschlusstabelle bestimmte der direkte Vergleich der Mannschaften über die Platzierung. Fand dadurch keine Entscheidung statt, war das Korbverhältnis der Spiele untereinander ausschlaggebend.
| Spiel | Datum        | Team 1     | Team 2     | 1. H. | 2. H. | Verl. | Ergebnis |
| ----- | ------------ | ---------- | ---------- | ----- | ----- | ----- | -------- |
| 19    | 16. Mai 1970 | Kanada     | Kuba       | 22:49 | 43:49 | –     | 65:98    |
| 20    | 17. Mai 1970 | Australien | Ägypten    | 53:30 | 42:51 | –     | 95:81    |
| 21    | 17. Mai 1970 | Südkorea   | Panama     | 34:39 | 50:45 | 4:7   | 88:91    |
| 22    | 19. Mai 1970 | Panama     | Australien | 38:39 | 52:44 | –     | 90:83    |
| 23    | 19. Mai 1970 | Ägypten    | Kuba       | 35:47 | 29:56 | –     | 64:103   |
| 24    | 19. Mai 1970 | Südkorea   | Kanada     | 45:45 | 34:32 | –     | 79:77    |
| 25    | 20. Mai 1970 | Ägypten    | Südkorea   | 36:47 | 37:46 | –     | 73:93    |
| 26    | 20. Mai 1970 | Australien | Kuba       | 32:43 | 29:47 | –     | 61:90    |
| 27    | 20. Mai 1970 | Panama     | Kanada     | 37:37 | 42:44 | –     | 79:81    |
| 28    | 22. Mai 1970 | Panama     | Ägypten    | 50:33 | 44:36 | –     | 94:69    |
| 29    | 22. Mai 1970 | Kanada     | Australien | 38:42 | 42:34 | –     | 80:76    |
| 30    | 22. Mai 1970 | Südkorea   | Kuba       | 40:39 | 36:38 | –     | 76:77    |
| 31    | 23. Mai 1970 | Australien | Südkorea   | 41:49 | 38:43 | –     | 79:92    |
| 32    | 23. Mai 1970 | Kanada     | Ägypten    | 54:45 | 52:35 | –     | 106:80   |
| 33    | 23. Mai 1970 | Kuba       | Panama     | 42:35 | 45:36 | –     | 87:71    |

## Finalrunde – Ljubljana
Nach der Vorrunde qualifizierten sich die jeweils ersten zwei Teams einer Gruppe für die Finalrunde. Gastgeber Jugoslawien war direkt für die Finalrunde qualifiziert.
Bei Punktgleichheit in der Abschlusstabelle bestimmte der direkte Vergleich der Mannschaften über die Platzierung.
| Spiel | Datum        | Team 1             | Team 2             | 1. H. | 2. H. | Verl. | Ergebnis |
| ----- | ------------ | ------------------ | ------------------ | ----- | ----- | ----- | -------- |
| 34    | 16. Mai 1970 | Vereinigte Staaten | Tschechoslowakei   | 39:24 | 49:36 | –     | 88:60    |
| 35    | 16. Mai 1970 | Jugoslawien        | Italien            | 28:24 | 38:39 | –     | 66:63    |
| 36    | 16. Mai 1970 | Sowjetunion        | Brasilien          | 38:27 | 26:39 | –     | 64:66    |
| 37    | 17. Mai 1970 | Sowjetunion        | Tschechoslowakei   | 51:34 | 47:38 | –     | 98:72    |
| 38    | 17. Mai 1970 | Brasilien          | Italien            | 29:29 | 40:30 | –     | 69:59    |
| 39    | 17. Mai 1970 | Vereinigte Staaten | Uruguay            | 33:17 | 43:22 | –     | 76:39    |
| 40    | 18. Mai 1970 | Sowjetunion        | Uruguay            | 50:32 | 45:11 | –     | 95:43    |
| 41    | 18. Mai 1970 | Tschechoslowakei   | Italien            | 41:43 | 36:46 | –     | 77:89    |
| 42    | 18. Mai 1970 | Brasilien          | Jugoslawien        | 26:40 | 29:40 | –     | 55:80    |
| 43    | 20. Mai 1970 | Italien            | Uruguay            | 48:27 | 28:38 | –     | 76:65    |
| 44    | 20. Mai 1970 | Sowjetunion        | Vereinigte Staaten | 44:44 | 28:31 | –     | 72:75    |
| 45    | 20. Mai 1970 | Tschechoslowakei   | Jugoslawien        | 40:42 | 44:52 | –     | 84:94    |
| 46    | 21. Mai 1970 | Tschechoslowakei   | Brasilien          | 34:40 | 38:31 | –     | 72:71    |
| 47    | 21. Mai 1970 | Italien            | Vereinigte Staaten | 32:33 | 34:31 | –     | 66:64    |
| 48    | 21. Mai 1970 | Uruguay            | Jugoslawien        | 26:37 | 19:26 | –     | 45:63    |
| 49    | 23. Mai 1970 | Uruguay            | Brasilien          | 35:43 | 46:43 | –     | 81:86    |
| 50    | 23. Mai 1970 | Italien            | Sowjetunion        | 22:28 | 36:34 | –     | 58:62    |
| 51    | 23. Mai 1970 | Jugoslawien        | Vereinigte Staaten | 35:32 | 35:31 | –     | 70:63    |
| 52    | 24. Mai 1970 | Uruguay            | Tschechoslowakei   | 36:35 | 33:40 | –     | 69:75    |
| 53    | 24. Mai 1970 | Vereinigte Staaten | Brasilien          | 34:35 | 31:34 | –     | 65:69    |
| 54    | 24. Mai 1970 | Jugoslawien        | Sowjetunion        | 38:49 | 34:38 | –     | 72:87    |

## Endstände
| Rang                 | Team               | Siege:Niederl. | Korbverhältnis |
| Finalrunde           | Finalrunde         | Finalrunde     | Finalrunde     |
| -------------------- | ------------------ | -------------- | -------------- |
| 1                    | Jugoslawien        | 5:1            | 445:397        |
| 2                    | Brasilien          | 7:2            | 704:650        |
| 3                    | Sowjetunion        | 7:2            | 780:547        |
| 4                    | Italien            | 5:4            | 665:632        |
| 5                    | Vereinigte Staaten | 6:3            | 703:577        |
| 6                    | Tschechoslowakei   | 4:5            | 702:758        |
| 7                    | Uruguay            | 2:7            | 564:692        |
| Klassifikationsrunde |                    |                |                |
| 8                    | Kuba               | 6:2            | 660:546        |
| 9                    | Panama             | 4:4            | 661:674        |
| 10                   | Kanada             | 3:5            | 625:705        |
| 11                   | Südkorea           | 4:4            | 668:644        |
| 12                   | Australien         | 1:7            | 579:698        |
| 13                   | Ägypten            | 0:8            | 573:809        |